# 三枝の笑タイム
『三枝の笑タイム』（さんしのショータイム）は1978年4月8日から1980年4月5日まで、NHK総合テレビジョンの毎週土曜日12:20ｰ12:45に生放送されたNHK大阪放送局製作の演芸番組である。本稿は1980年4月12日から1982年4月3日に同じ時間に生放送された『大阪発ユーモア列車』（おおさかはつユーモアれっしゃ）についても触れる。

## 概要
同番組は、1967年4月から足掛け11年にわたって、同じ時間に生放送された『土曜ひる席』から受け継いだ上方演芸の番組で、タイトルの通り、桂三枝（現・6代目桂文枝）を総合司会に、上方の漫才・落語・色物・コントなどをふんだんに織り込んだ公開生放送を展開した。
1980年4月からは同じ三枝の司会によるリニューアルバージョンの『大阪発ユーモア列車』が同じ時間帯で生放送され、上記の内容に加え、関西を中心にした著名人へのインタビューコーナー「アルバム拝見」が放送された。
三枝は『土曜ひる席』でも1975年4月から1978年3月まで総合司会を務めていたため、これらを含めると足掛け7年間にわたって土曜日の大阪発の演芸生放送番組を担当したことになる。